# Caralluma munbyana
Caralluma munbyana är en oleanderväxtart som först beskrevs av Decaisne, och fick sitt nu gällande namn av Nicholas Edward Brown. Caralluma munbyana ingår i släktet Caralluma och familjen oleanderväxter. Inga underarter finns listade i Catalogue of Life.